# Microrregión de Itapipoca
La microrregión de Itapipoca es una de las microrregiones del estado brasileño del Ceará perteneciente a la mesorregión Norte Cearense. Su población fue estimada en 2010 por el IBGE en 206.719 habitantes y está dividida en tres municipios, siendo Itapipoca uno de los más importantes centros del estado. Posee un área total de 3.718,827 km².

## Municipios
- Amontada
- Itapipoca
- Trairi

## Hidrografía y recursos hídricos
Prácticamente todo el territorio está localizado en la cuenca hidrográfica del río Mundaú y sus afluentes, río Cruxati y los arroyos Taboca, Sororó, Quandú y el río de los Tanques, además de los ríos Aracatiaçu y Aracatimirim. Las mayores represas se concentran en Itapipoca, son ellas el Pozo Verde con capacidad de 13.650.000 de metros cúbicos y el Quandú con capacidad para 4.000.000 de metros cúbicos.
- Datos: Q1913856